# Église Saint-Blaise de Mazille
L'église Saint-Blaise  est une église romane située sur le territoire de la commune de Mazille, dans le département français de Saône-et-Loire en région Bourgogne-Franche-Comté. 
En contrebas du bourg, ses proportions parfaites se découpent harmonieusement sur le vallon verdoyant qui lui sert d'écrin.

## Protection
L'église Saint-Blaise fait l'objet d'un classement au titre des monuments historiques depuis un arrêté du 22 octobre 1913.
En 1912, soit l'année précédant ce classement, l'Académie de Mâcon avait attiré l'attention de la Commission des monuments historiques sur la nécessité de protéger cet édifice. En effet, cette commission avait sollicité la société savante de Mâcon pour que lui soit signalées « les églises qui mériteraient un classement immédiat » dans l'arrondissement de Mâcon, en réponse de quoi l'Académie avait remis au ministère de l'Instruction publique une liste comportant « 12 monuments parmi les plus anciens et les plus intéressants » (8 à classer en totalité et 4 en partie), parmi lesquels figurait en numéro 6 : « Église de Mazille (canton de Cluny), Xe siècle ».

## Historique
En 962, Adon, évêque de Mâcon, ajoute l'église de Mazille aux terres données aux moines de Cluny. L'église, sans doute construite peu avant (et alors dédiée à saint Julien), correspond en partie à l'église visible de nos jours. Cet édifice est le centre d'un premier groupe d'habitat.

## Architecture
L'église possède un beau chevet roman constitué d'une abside semi-circulaire ornée de bandes lombardes. L'abside est percée de fenêtres et est recouverte de lauzes.
Elle est surmontée d'un beau clocher roman percé de nombreux trous de boulin et orné de baies cintrées géminées aux deux étages supérieurs. Les baies géminées de l'avant-dernier étage sont séparées par un simple trumeau alors que celles du dernier étage sont séparées par une colonne.
L'ensemble du mobilier de l'église de Mazille date des XVIIIe siècle (grille de fer forgé, bénitier) et XIXe siècle (statues de la Vierge à l'Enfant et de sainte Philomène). On pouvait notamment y admirer naguère une œuvre de l'artiste Michel Bouillot : un retable réalisé sur le thème de l'Adoration des Bergers, conçue pour orner cette église mais visible désormais dans l'une des chapelles du collatéral nord de l'abbatiale Saint-Philibert de Tournus.